# Kirche Christi Geburt und St. Bartholomäus (Krakau-Mogiła)
Die Christi-Geburt-und-Bartholomäus-Kirche (polnisch Kościół Narodzenia Pańskiego i św. Bartłomieja Apostoła) steht direkt vor der Zisterzienserabtei Mogiła, die zusammen mit dem gleichnamigen Dorf Mogiła 1951 nach Krakau eingemeindet wurde und jetzt zum StadtbezirkNowa Huta gehört. Sie ist eine dreischiffige gotische Hallenkirche aus Holz, in der Kombination dieser Eigenschaften einzigartig.

## Geschichte

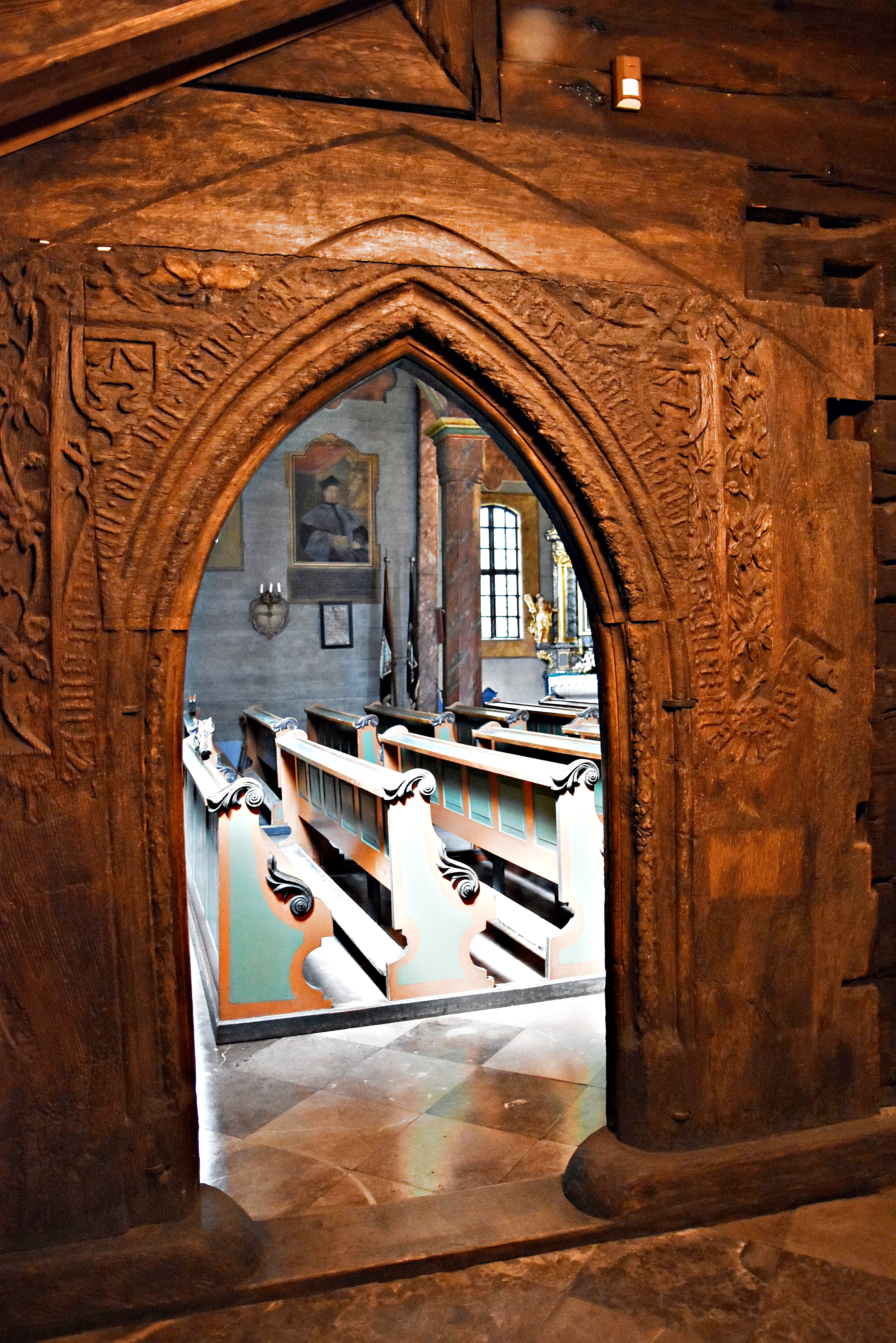
Spätgotisches Portal
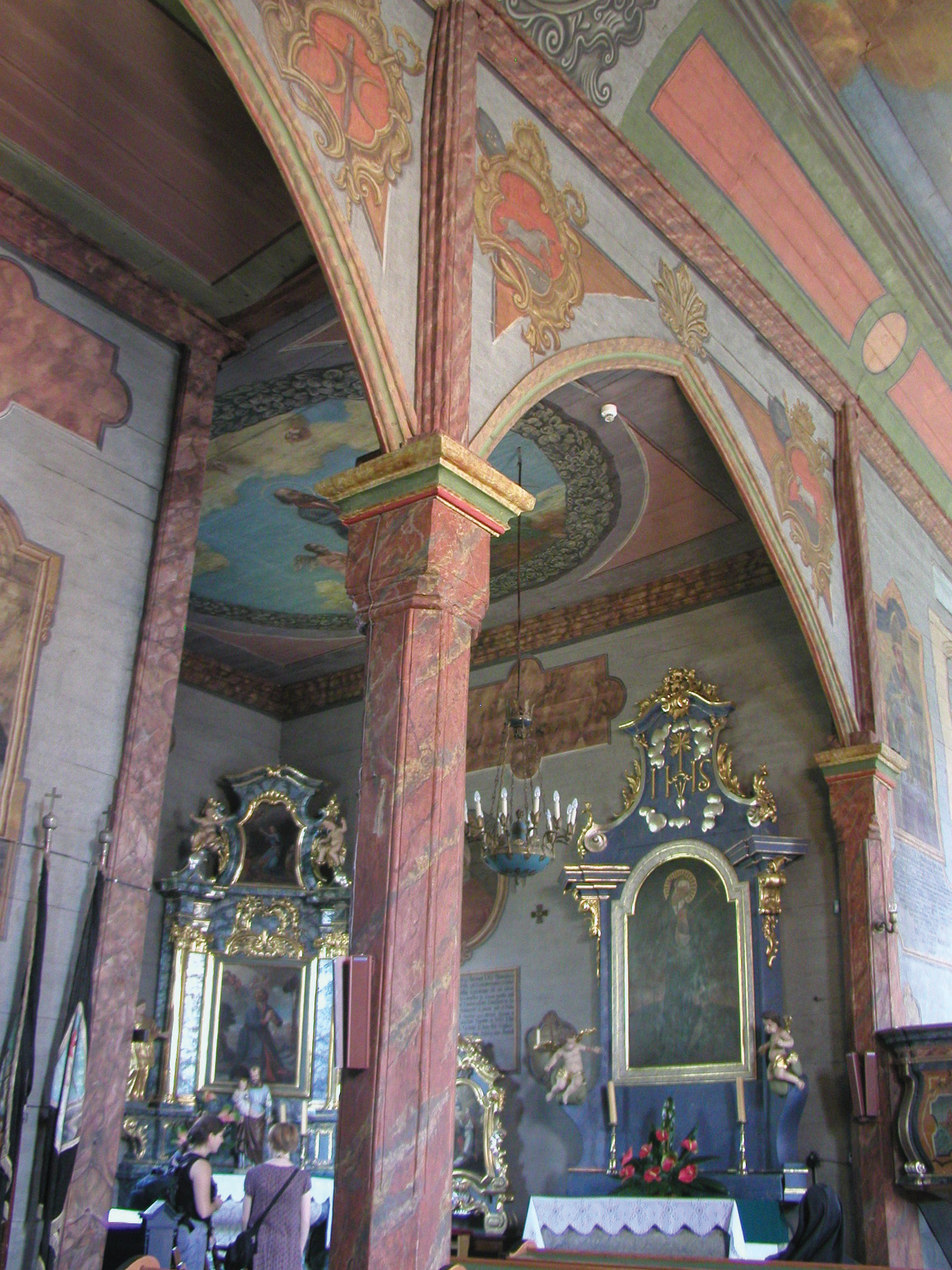
Gotische Arkade
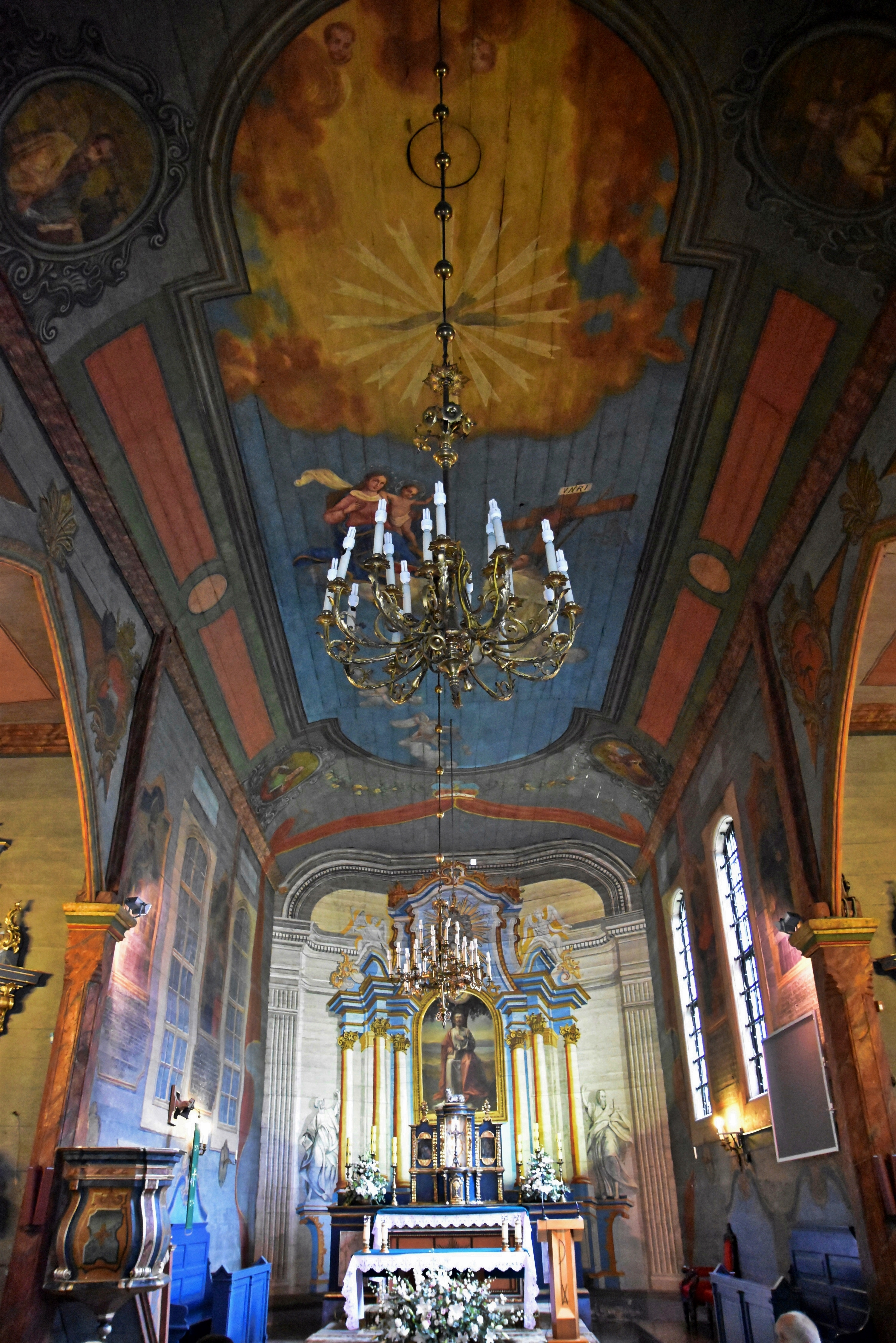
Barocker Altarraum mit gemaltem Retabel

Die Kirche wurde 1328 von der Zisterziensern als Pfarrkirche für die örtliche Bevölkerung gegründet. Das heutige Bauwerk wurde 1499 von dem Zimmermann und Holzschnitzer Maciej Mączka. 1587 wurde sie von Soldaten des Erzherzogs Maximilian III. von Vorderösterreich teilweise zerstört, als dieser den polnischen Thron erlangen wollte. Mit Mitteln der Zisterzienser wurde sie aber schnell wiederaufgebaut. 1740 wurde ein barocker Umbau vorgenommen, und 1766 erhielt die Kirche eine umfangreiche Ausmalung, teils Scheinarchitektur, teils figürliche Motive.